# Кальник (Вармінсько-Мазурське воєводство)
Кальник (пол. Kalnik) — село в Польщі, у гміні Моронґ Острудського повіту Вармінсько-Мазурського воєводства.
Населення — 522 особи (2011).
У 1975-1998 роках село належало до Ольштинського воєводства.

## Демографія
Демографічна структура станом на 31 березня 2011 року:
|          | Загалом | Допрацездатний вік | Працездатний вік | Постпрацездатний вік |
| -------- | ------- | ------------------ | ---------------- | -------------------- |
| Чоловіки | 279     | 74                 | 182              | 23                   |
| Жінки    | 243     | 58                 | 149              | 36                   |
| Разом    | 522     | 132                | 331              | 59                   |